# Liste der Nummer-eins-Hits in den USA (1951)
Dies ist eine Liste der Nummer-eins-Hits in den von Billboard ermittelten Best-Sellers-in-Stores-Charts (Verkaufscharts) in den USA im Jahr 1951. In diesem Jahr gab es neun Nummer-eins-Singles und sieben Nummer-eins-Alben.

## Singles
| ← 1950 ← | Liste der Nummer-eins-Hits in den USA | Liste der Nummer-eins-Hits in den USA          | Liste der Nummer-eins-Hits in den USA                     | 1952 →                    |
| \| Zeitraum \| Wo. ges. \| Interpret \| Titel Autor(en) \| Zusätzliche Informationen \| \| (Zeitraum, Wochen auf Platz eins, Interpret, Titel, Autor[en], zusätzliche Informationen) \| \| \| \| \| \| ----------------------------------------------------------------------------------------- \| -------- \| ---------------------------------------------- \| ------------------------------------------------------------ \| ------------------------- \| \| 30. Dezember 1950 – 2. März 1951 9 Wochen (insgesamt 9) \| 9 \| Patti Page with Jack Rael & His Orchestra \| Tennessee Waltz[1] Pee Wee King, Redd Stewart \| - \| \| 3. März 1951 – 9. März 1951 1 Woche (insgesamt 6) \| 6 \| Perry Como with Mitchell Ayres & His Orchestra \| If[2] Robert Hargreaves, Stanley J. Damerell, Tolchard Evans \| - \| \| 10. März 1951 – 16. März 1951 1 Woche (insgesamt 1) \| 1 \| Mario Lanza with Ray Sinatra & Jeff Alexander \| Be My Love[3] Nikolaus Brodszky, Sammy Cahn \| - \| \| 17. März 1951 – 20. April 1951 5 Wochen (insgesamt 6) \| 6 \| Perry Como with Mitchell Ayres & His Orchestra \| If Robert Hargreaves, Stanley J. Damerell, Tolchard Evans \| - \| \| 21. April 1951 – 22. Juni 1951 9 Wochen (insgesamt 9) \| 9 \| Les Paul & Mary Ford \| How High the Moon[4] Morgan Lewis, Nancy Hamilton \| - \| \| 23. Juni 1951 – 27. Juli 1951 5 Wochen (insgesamt 5) \| 5 \| Nat King Cole with Les Baxter & His Orchestra \| Too Young[5] Sidney Lippman, Sylvia Dee \| - \| \| 28. Juli 1951 – 7. September 1951 6 Wochen (insgesamt 6) \| 6 \| Rosemary Clooney \| Come on-a My House[6] Ross Bagdasarian, William Saroyan \| - \| \| 8. September 1951 – 2. November 1951 8 Wochen (insgesamt 8) \| 8 \| Tony Bennett with Percy Faith & His Orchestra \| Because of You[7] Arthur Hammerstein, Dudley Wilkinson \| - \| \| 3. November 1951 – 14. Dezember 1951 6 Wochen (insgesamt 6) \| 6 \| Tony Bennett with Percy Faith & His Orchestra \| Cold, Cold Heart[8] Hank Williams \| - \| \| 15. Dezember 1951 – 28. Dezember 1951 2 Wochen (insgesamt 2) \| 2 \| Eddy Howard & His Orchestra \| (It’s No) Sin[9] George Hoven, Chester R. Shull \| - \| \| 29. Dezember 1951 – 14. März 1952 11 Wochen (insgesamt 11) \| 11 \| Johnnie Ray & The Four Lads \| Cry[10] Churchill Kohlman \| - \| |                                       |                                                |                                                           |                           |
| ← 1950 |                                       |                                                |                                                           | → 1952 →                  |
| Zeitraum | Wo. ges.                              | Interpret                                      | Titel Autor(en)                                           | Zusätzliche Informationen |
| (Zeitraum, Wochen auf Platz eins, Interpret, Titel, Autor[en], zusätzliche Informationen) |                                       |                                                |                                                           |                           |
| 30. Dezember 1950 – 2. März 1951 9 Wochen (insgesamt 9) | 9                                     | Patti Page with Jack Rael & His Orchestra      | Tennessee Waltz Pee Wee King, Redd Stewart                | -                         |
| 3. März 1951 – 9. März 1951 1 Woche (insgesamt 6) | 6                                     | Perry Como with Mitchell Ayres & His Orchestra | If Robert Hargreaves, Stanley J. Damerell, Tolchard Evans | -                         |
| 10. März 1951 – 16. März 1951 1 Woche (insgesamt 1) | 1                                     | Mario Lanza with Ray Sinatra & Jeff Alexander  | Be My Love Nikolaus Brodszky, Sammy Cahn                  | -                         |
| 17. März 1951 – 20. April 1951 5 Wochen (insgesamt 6) | 6                                     | Perry Como with Mitchell Ayres & His Orchestra | If Robert Hargreaves, Stanley J. Damerell, Tolchard Evans | -                         |
| 21. April 1951 – 22. Juni 1951 9 Wochen (insgesamt 9) | 9                                     | Les Paul & Mary Ford                           | How High the Moon Morgan Lewis, Nancy Hamilton            | -                         |
| 23. Juni 1951 – 27. Juli 1951 5 Wochen (insgesamt 5) | 5                                     | Nat King Cole with Les Baxter & His Orchestra  | Too Young Sidney Lippman, Sylvia Dee                      | -                         |
| 28. Juli 1951 – 7. September 1951 6 Wochen (insgesamt 6) | 6                                     | Rosemary Clooney                               | Come on-a My House Ross Bagdasarian, William Saroyan      | -                         |
| 8. September 1951 – 2. November 1951 8 Wochen (insgesamt 8) | 8                                     | Tony Bennett with Percy Faith & His Orchestra  | Because of You Arthur Hammerstein, Dudley Wilkinson       | -                         |
| 3. November 1951 – 14. Dezember 1951 6 Wochen (insgesamt 6) | 6                                     | Tony Bennett with Percy Faith & His Orchestra  | Cold, Cold Heart Hank Williams                            | -                         |
| 15. Dezember 1951 – 28. Dezember 1951 2 Wochen (insgesamt 2) | 2                                     | Eddy Howard & His Orchestra                    | (It’s No) Sin George Hoven, Chester R. Shull              | -                         |
| 29. Dezember 1951 – 14. März 1952 11 Wochen (insgesamt 11) | 11                                    | Johnnie Ray & The Four Lads                    | Cry Churchill Kohlman                                     | -                         |

## Alben

### 33 ⅓
| ← 1950 ← | Liste der Nummer-eins-Alben in den USA | Liste der Nummer-eins-Alben in den USA                   | Liste der Nummer-eins-Alben in den USA             | 1952 →                    |
| \| Zeitraum \| Wo. ges. \| Interpret \| Titel \| Zusätzliche Informationen \| \| (Zeitraum, Wochen auf Platz eins, Interpret, Titel, zusätzliche Informationen) \| \| \| \| \| \| ------------------------------------------------------------------------------ \| -------- \| -------------------------------------------------------- \| -------------------------------------------------- \| ------------------------- \| \| 30. Dezember 1950 – 12. Januar 1951 2 Wochen (insgesamt 35) \| 35 \| Bing Crosby \| Merry Christmas \| - \| \| 13. Januar 1951 – 16. März 1951 9 Wochen (insgesamt 69) \| 69 \| Mary Martin & Ezio Pinza with The Original Broadway Cast \| South Pacific[11] \| - \| \| 17. März 1951 – 23. März 1951 1 Woche (insgesamt 1) \| 1 \| The Original Broadway Cast \| Guys And Dolls[12] \| - \| \| 24. März 1951 – 27. April 1951 5 Wochen (insgesamt 69) \| 69 \| Mary Martin & Ezio Pinza with The Original Broadway Cast \| South Pacific \| - \| \| 28. April 1951 – 8. Juni 1951 6 Wochen (insgesamt 6) \| 6 \| Yma Sumac \| Voice of the Xtabay[13] \| - \| \| 9. Juni 1951 – 17. August 1951 10 Wochen (insgesamt 10) \| 10 \| Mario Lanza \| Mario Lanza Sings Selections from The Great Caruso \| - \| \| 18. August 1951 – 21. Dezember 1951 18 Wochen (insgesamt 18) \| 18 \| Original Motion Picture Soundtrack \| Show Boat \| - \| \| 22. Dezember 1951 – 11. Januar 1952 3 Wochen (insgesamt 3) \| 3 \| Mario Lanza \| Mario Lanza Sings Christmas Songs \| - \| |                                        |                                                          |                                                    |                           |
| ← 1950 |                                        |                                                          |                                                    | → 1952 →                  |
| Zeitraum | Wo. ges.                               | Interpret                                                | Titel                                              | Zusätzliche Informationen |
| (Zeitraum, Wochen auf Platz eins, Interpret, Titel, zusätzliche Informationen) |                                        |                                                          |                                                    |                           |
| 30. Dezember 1950 – 12. Januar 1951 2 Wochen (insgesamt 35) | 35                                     | Bing Crosby                                              | Merry Christmas                                    | -                         |
| 13. Januar 1951 – 16. März 1951 9 Wochen (insgesamt 69) | 69                                     | Mary Martin & Ezio Pinza with The Original Broadway Cast | South Pacific                                      | -                         |
| 17. März 1951 – 23. März 1951 1 Woche (insgesamt 1) | 1                                      | The Original Broadway Cast                               | Guys And Dolls                                     | -                         |
| 24. März 1951 – 27. April 1951 5 Wochen (insgesamt 69) | 69                                     | Mary Martin & Ezio Pinza with The Original Broadway Cast | South Pacific                                      | -                         |
| 28. April 1951 – 8. Juni 1951 6 Wochen (insgesamt 6) | 6                                      | Yma Sumac                                                | Voice of the Xtabay                                | -                         |
| 9. Juni 1951 – 17. August 1951 10 Wochen (insgesamt 10) | 10                                     | Mario Lanza                                              | Mario Lanza Sings Selections from The Great Caruso | -                         |
| 18. August 1951 – 21. Dezember 1951 18 Wochen (insgesamt 18) | 18                                     | Original Motion Picture Soundtrack                       | Show Boat                                          | -                         |
| 22. Dezember 1951 – 11. Januar 1952 3 Wochen (insgesamt 3) | 3                                      | Mario Lanza                                              | Mario Lanza Sings Christmas Songs                  | -                         |

### 45
| ← 1950 ← | Liste der Nummer-eins-Alben in den USA | Liste der Nummer-eins-Alben in den USA                                                                    | Liste der Nummer-eins-Alben in den USA             | 1952 →                    |
| \| Zeitraum \| Wo. ges. \| Interpret \| Titel \| Zusätzliche Informationen \| \| (Zeitraum, Wochen auf Platz eins, Interpret, Titel, zusätzliche Informationen) \| \| \| \| \| \| ------------------------------------------------------------------------------ \| -------- \| --------------------------------------------------------------------------------------------------------- \| -------------------------------------------------- \| ------------------------- \| \| 30. Dezember 1950 – 19. Januar 1951 3 Wochen (insgesamt 5) \| 5 \| Bing Crosby \| Merry Christmas \| - \| \| 20. Januar 1951 – 23. Februar 1951 5 Wochen (insgesamt 5) \| 5 \| Mary Martin & Ezio Pinza with The Original Broadway Cast \| South Pacific \| - \| \| 24. Februar 1951 – 6. April 1951 6 Wochen (insgesamt 6) \| 6 \| Mario Lanza \| The Toast of New Orleans[14] \| - \| \| 7. April 1951 – 20. April 1951 2 Wochen (insgesamt 6) \| 6 \| Yma Sumac \| Voice of the Xtabay \| - \| \| 21. April 1951 – 27. April 1951 1 Woche (insgesamt 3) \| 3 \| Doris Day with the Norman Luboff Choir, the Buddy Cole Quartet & Frank Comstock & his Orchestra \| Lullaby of Broadway[15] \| - \| \| 28. April 1951 – 11. Mai 1951 2 Wochen (insgesamt 6) \| 6 \| Yma Sumac \| Voice of the Xtabay \| - \| \| 12. Mai 1951 – 18. Mai 1951 1 Woche (insgesamt 3) \| 3 \| Doris Day with the Norman Luboff Choir, the Buddy Cole Quartet & Frank Comstock & his Orchestra \| Lullaby of Broadway \| - \| \| 19. Mai 1951 – 25. Mai 1951 1 Woche (insgesamt 3/6) \| 3/6 \| Doris Day with the Norman Luboff Choir, the Buddy Cole Quartet & Frank Comstock & his Orchestra Yma Sumac \| Lullaby of Broadway Voice of the Xtabay \| - \| \| 26. Mai 1951 – 1. Juni 1951 1 Woche (insgesamt 6) \| 6 \| Yma Sumac \| Voice of the Xtabay \| - \| \| 2. Juni 1951 – 10. August 1951 10 Wochen (insgesamt 9) \| 9 \| Mario Lanza \| Mario Lanza Sings Selections from The Great Caruso \| - \| \| 11. August 1951 – 21. Dezember 1951 19 Wochen (insgesamt 19) \| 19 \| Original Motion Picture Soundtrack \| Show Boat \| - \| \| 22. Dezember 1951 – 28. Dezember 1951 1 Woche (insgesamt 1) \| 1 \| Mario Lanza \| Mario Lanza Sings Christmas Songs \| - \| |                                        | |                                                    |                           |
| ← 1950 |                                        | |                                                    | → 1952 →                  |
| Zeitraum | Wo. ges.                               | Interpret                                                                                                 | Titel                                              | Zusätzliche Informationen |
| (Zeitraum, Wochen auf Platz eins, Interpret, Titel, zusätzliche Informationen) |                                        | |                                                    |                           |
| 30. Dezember 1950 – 19. Januar 1951 3 Wochen (insgesamt 5) | 5                                      | Bing Crosby                                                                                               | Merry Christmas                                    | -                         |
| 20. Januar 1951 – 23. Februar 1951 5 Wochen (insgesamt 5) | 5                                      | Mary Martin & Ezio Pinza with The Original Broadway Cast                                                  | South Pacific                                      | -                         |
| 24. Februar 1951 – 6. April 1951 6 Wochen (insgesamt 6) | 6                                      | Mario Lanza                                                                                               | The Toast of New Orleans                           | -                         |
| 7. April 1951 – 20. April 1951 2 Wochen (insgesamt 6) | 6                                      | Yma Sumac                                                                                                 | Voice of the Xtabay                                | -                         |
| 21. April 1951 – 27. April 1951 1 Woche (insgesamt 3) | 3                                      | Doris Day with the Norman Luboff Choir, the Buddy Cole Quartet & Frank Comstock & his Orchestra           | Lullaby of Broadway                                | -                         |
| 28. April 1951 – 11. Mai 1951 2 Wochen (insgesamt 6) | 6                                      | Yma Sumac                                                                                                 | Voice of the Xtabay                                | -                         |
| 12. Mai 1951 – 18. Mai 1951 1 Woche (insgesamt 3) | 3                                      | Doris Day with the Norman Luboff Choir, the Buddy Cole Quartet & Frank Comstock & his Orchestra           | Lullaby of Broadway                                | -                         |
| 19. Mai 1951 – 25. Mai 1951 1 Woche (insgesamt 3/6) | 3/6                                    | Doris Day with the Norman Luboff Choir, the Buddy Cole Quartet & Frank Comstock & his Orchestra Yma Sumac | Lullaby of Broadway Voice of the Xtabay            | -                         |
| 26. Mai 1951 – 1. Juni 1951 1 Woche (insgesamt 6) | 6                                      | Yma Sumac                                                                                                 | Voice of the Xtabay                                | -                         |
| 2. Juni 1951 – 10. August 1951 10 Wochen (insgesamt 9) | 9                                      | Mario Lanza                                                                                               | Mario Lanza Sings Selections from The Great Caruso | -                         |
| 11. August 1951 – 21. Dezember 1951 19 Wochen (insgesamt 19) | 19                                     | Original Motion Picture Soundtrack                                                                        | Show Boat                                          | -                         |
| 22. Dezember 1951 – 28. Dezember 1951 1 Woche (insgesamt 1) | 1                                      | Mario Lanza                                                                                               | Mario Lanza Sings Christmas Songs                  | -                         |

## Jahreshitparaden
| ← 1950 ← | Liste der Nummer-eins-Hits in den USA | Liste der Nummer-eins-Hits in den USA | Liste der Nummer-eins-Hits in den USA | 1952 →   |
| \| Singles \| Position# \| Alben \| \| -------------------------------------------------------------------------------------------------------- \| --------- \| ----- \| \| Too Young Nat King Cole with Les Baxter & His Orchestra Sidney Lippman, Sylvia Dee \| 1 \| … \| \| Because of You Tony Bennett with Percy Faith & His Orchestra Arthur Hammerstein, Dudley Wilkinson \| 2 \| … \| \| How High the Moon Les Paul & Mary Ford Morgan Lewis, Nancy Hamilton \| 3 \| … \| \| Come on-a My House Rosemary Clooney Ross Bagdasarian, William Saroyan \| 4 \| … \| \| Be My Love Mario Lanza with Ray Sinatra & Jeff Alexander Nikolaus Brodszky, Sammy Cahn \| 5 \| … \| \| On Top of Old Smoky The Weavers & Terry Gilkyson wirh Vic Schoen & his Orchestra Pete Seeger \| 6 \| … \| \| Cold, Cold Heart Tony Bennett with Percy Faith & His Orchestra Hank Williams \| 7 \| … \| \| If Perry Como with Mitchell Ayres & His Orchestra Robert Hargreaves, Stanley J. Damerell, Tolchard Evans \| 8 \| … \| \| The Loveliest Night of the Year Mario Lanza Irving Aaronson, Paul Francis Webster \| 9 \| … \| \| Tennessee Waltz Patti Page with Jack Rael & His Orchestra Pee Wee King, Redd Stewart \| 10 \| … \| |                                       |                                       |                                       |          |
| ← 1950 |                                       |                                       |                                       | → 1952 → |
| Singles | Position#                             | Alben                                 |                                       |          |
| Too Young Nat King Cole with Les Baxter & His Orchestra Sidney Lippman, Sylvia Dee | 1                                     | …                                     |                                       |          |
| Because of You Tony Bennett with Percy Faith & His Orchestra Arthur Hammerstein, Dudley Wilkinson | 2                                     | …                                     |                                       |          |
| How High the Moon Les Paul & Mary Ford Morgan Lewis, Nancy Hamilton | 3                                     | …                                     |                                       |          |
| Come on-a My House Rosemary Clooney Ross Bagdasarian, William Saroyan | 4                                     | …                                     |                                       |          |
| Be My Love Mario Lanza with Ray Sinatra & Jeff Alexander Nikolaus Brodszky, Sammy Cahn | 5                                     | …                                     |                                       |          |
| On Top of Old Smoky The Weavers & Terry Gilkyson wirh Vic Schoen & his Orchestra Pete Seeger | 6                                     | …                                     |                                       |          |
| Cold, Cold Heart Tony Bennett with Percy Faith & His Orchestra Hank Williams | 7                                     | …                                     |                                       |          |
| If Perry Como with Mitchell Ayres & His Orchestra Robert Hargreaves, Stanley J. Damerell, Tolchard Evans | 8                                     | …                                     |                                       |          |
| The Loveliest Night of the Year Mario Lanza Irving Aaronson, Paul Francis Webster | 9                                     | …                                     |                                       |          |
| Tennessee Waltz Patti Page with Jack Rael & His Orchestra Pee Wee King, Redd Stewart | 10                                    | …                                     |                                       |          |